# Västra Frölunda IF Handboll
Västra Frölunda IF Handboll var idrottsföreningen Västra Frölunda IF:s handbollssektion bildad 1930, samma år som föreningen bildades. Handbollssektionen var främst framgångsrika på herrsidan, med 18 säsonger i högsta serien och två SM-silver (1971 och 1983).

## Historia
1953 kvalificerade sig Västra Frölunda IF för Allsvenskan (nuvarande Handbollsligan) för första gången, efter att under många år spelat i Västsvenska serien (dåvarande näst högsta serien). Man åkte dock ur serien direkt.
Säsongen 1970/1971 var laget återigen kvalificerat till Allsvenskan. Redan under denna säsong kom laget på tredje plats i serien och gick till SM-final mot SoIK Hellas, som man dock förlorade. Under finalen satte man dock nytt publikrekord i Frölundaborgs isstadion, med 6 717 åskådare. 
1975 vann laget Allsvenskan men åkte i SM-slutspelet ut i semifinal mot HK Drott.
1983 förlorade man SM-finalspelet mot IK Heim.
Säsongen 1994/1995 var man återigen tillbaka i högsta serien, som nu gick under namnet Elitserien. Sejouren blev dock endast ettårig.
2002 lämnade man division 1 och flyttade ner sig själva till division 4, på grund av dålig ekonomi.
Våren 2022 meddelades att klubben upphör med handboll efter säsongen på grund av spelarbrist.

## Meriter
- Två SM-silver inomhus, 1971 och 1983
- Två SM-guld utomhus, 1970 och 1973[5]
- Svenska cupmästare 1971 och 1984[6]

## Spelare i urval
- Dan Drejenstam
- Lars Karlsson
- Danny Sjöberg (Augustsson)
- Frank Ström
- Bertil Söderberg
- Benny Windelskär (Johansson)
- Per Öberg